# Kassenprüfer
Kassenprüfer (in der Schweiz: Revisor, in Österreich auch Rechnungsprüfer) ist eine Aufgabe in bargeldintensiven Unternehmen oder in Kirchengemeinden, Parteien oder Vereinen.

## Allgemeines
Die Funktion der Kassenprüfung ist insbesondere in bargeldintensiven Unternehmen (Kreditinstitute, Einzelhandel, Gastronomie, Hotellerie) vorgesehen. Hier verändert sich der Kassenbestand durch Bareinzahlungen und Barauszahlungen mehrfach täglich, sodass die Kassierer bei ihrer Tätigkeit einem höheren Fehlerquotienten ausgesetzt sind als bei weniger umsatzstarken Kassen. Die Kassenprüfung ist die Verwirklichung des Vier-Augen-Prinzips beim Kassierer. Aus Gründen der Funktionstrennung dürfen die Aufgaben des Kassierers und Kassenprüfers nicht von derselben Person wahrgenommen werden.
Im Verein sollten wegen der Gefahr einer Interessenkollision Kassenprüfer keine weiteren Aufgaben übernehmen.

## Aufgaben
Im gewerblichen Betrieb obliegt dem Kassenprüfer die Aufgabe, den täglichen Endbestand des Kassenbuchs mit dem tatsächlichen Kassenbestand zu vergleichen (Kassenprüfung). Das Kassenbuch enthält sämtliche Belege zu den Ein- und Auszahlungen (Kassenbons, Quittungen), die mit den im Kassenbuch enthaltenen Beständen verglichen werden müssen. Da die Kasse nicht nur Bargeldtransaktionen verzeichnet, sondern auch Kartenzahlungen sowie Schecks annimmt, muss der Kassenprüfer auch diese kontrollieren. Besteht ein Unterschied zwischen Endbestand des Kassenbuchs und tatsächlichem Kassenbestand, spricht man von der Kassendifferenz. Das Vier-Augen-Prinzip soll Fehler (Kassendifferenz) oder Missbrauch (Diebstahl) vermindern.
Im Verein kontrolliert der Kassenprüfer die Tätigkeit des Vorstands und des Kassenwarts oder Schatzmeisters hinsichtlich Korrektheit und finanzieller Auswirkungen auf den Verein. Gesetzlich ist eine Kassenprüfung jedoch nicht vorgeschrieben.
Nicht nur in der Schweiz, sondern auch in manchen deutschen Vereinen wird in der Satzung statt dem Begriff Kassenprüfer der Begriff Revisor verwendet. Mit dieser Bezeichnung soll ein erweiterter Prüfungsauftrag angedeutet werden. Diese Amtsbezeichnung bietet sich immer dann an, wenn der Prüfer nicht nur die Kassenbücher und Belege der Vergangenheit prüfen soll, sondern weitergehend z. B. auch die Wirtschaftlichkeit von Maßnahmen, die satzungsgemäße Verwendung der Mittel sowie zukunftsorientiert die korrekte Aufstellung und die Einhaltung des Haushaltsplans bewerten soll. Der genaue Prüfungsumfang von Kassenwart oder Revisor sollte über eine in der Vereinssatzung verankerte Finanzordnung geregelt werden.

## Ernennung
Kassenprüfer werden, je nach den Bestimmungen der Vereinssatzung, von der Mitgliederversammlung oder einem Kontrollgremium berufen. Wer in Vereinen als Kassenprüfer gewählt werden darf, ergibt sich aus der Satzung. Im Regelfall werden Mitglieder des Vereins hierfür durch die Mitgliederversammlung gewählt, die nicht dem Vorstand angehören dürfen. In Unternehmen erfolgt die Ernennung aufgrund von Bewerbungen auf eine Stellenbeschreibung.
Die Vereinssatzungen sehen für die Wahl zum Kassenprüfer oft keine Mindestqualifikation vor. Das führt zu einer unterschiedlichen Qualität der Kassenprüfungen. Als Absicherungsmöglichkeit enthalten einige Satzungen das Recht der Kassenprüfer oder der Mitgliederversammlung, bei umfangreicherem Prüfungsbedarf die Hilfe von Buchprüfern oder Wirtschaftsprüfern in Anspruch zu nehmen. Dabei darf der Kassenprüfer nicht dem Vorstand oder einem anderen kontrollierendem Organ des Vereins angehören.

## Arbeitsablauf
Der Arbeitsablauf von Kassenprüfern sieht zunächst die Einsicht in sämtliche Unterlagen vor, die sich auf die Aufgaben der Kassenprüfung beziehen (etwa Arbeitsanweisungen, Dienstanweisungen). In Vereinen umfasst die Kassenprüfung nicht nur die Prüfung der Kasse, sondern die Kontrolle der gesamten Buchführung und des Jahresabschlusses. Der Kassenprüfer kommt mit seinem Prüfungsergebnis, dem Kassenprüfungsbericht, auf die Tagesordnung der Mitgliederversammlung.
Dabei achten Kassenprüfer auf folgende Aspekte:

### Sorgfalt
- Systematik und Nachvollziehbarkeit aller Buchungen,
- Vorhandensein aller Belege,
- Übereinstimmung von Belegen und Buchungen,
- Korrekte Verbuchung von Abschlagszahlungen, Vorschüssen usw. sowie deren Ausgleich,
- Vollständigkeit sonstiger schriftlichen Unterlagen (Vorstandsbeschlüsse, Personalunterlagen, steuerrelevante Unterlagen, Verträge, Zuschussunterlagen u. a.),
- Übereinstimmung der Kontenabschlüsse, inklusive Kasse, mit den Daten des Jahresabschlusses,
- Übereinstimmung von Aktiv- und Passivseite der Buchführung, oder, soweit z. B. bei kirchlichen Vereinen kameralistische Buchführung vorliegt, Übereinstimmung der Salden;
- Liste der offenen Forderungen und Verbindlichkeiten,
- Übersicht der vorhandenen Anlagegüter aus Kauf, oder Übertragung mit Inventarliste  bzw. Anlagenverzeichnis incl. Gebäude
- Einhaltung der finanziellen Verpflichtungen v. a. gegenüber Arbeitnehmern, Finanzverwaltung und Sozialversicherung.
- aktueller Stand der Einträge in das Vereinsregister

### Wahrung der Betriebs- und Vereinsinteressen
- Berechnung aller Leistungen, Überwachung des Zahlungseingangs,
- Begleichung der berechtigten Forderungen Dritter entsprechend der Zahlungsziele,
- zeitnahe Erhebung der Mitgliedsbeiträge.

### Einhaltung von Kompetenzen
- Umsetzung von Beschlüssen von Vorstand und Mitgliederversammlung,
- Einhaltung eines Haushaltsplans bzw. zeitnahe Berichterstattung bei Risiken oder Abweichungen,
- Sachgemäße und satzungsgemäße Mittelverwendung,
- Nachvollziehbarkeit und Aktualität der Zeichnungsberechtigungen v. a. gegenüber Kreditinstituten.

### Beachtung des Steuerrechts
Bei kleinen Vereinen und Kleinbetrieben gilt ein vereinfachtes Steuerrecht. Besondere Regeln gelten für gemeinnützige Vereine. Nicht alle aufgeführten Punkte müssen daher bedeutsam sein.
- Korrekte Zuordnung zu den steuerlichen Bereichen „Vermögensverwaltung“, „Zweckbetrieb“, „Wirtschaftlicher Geschäftsbetrieb“, „Ideeller Bereich“,
- Darstellung von Spenden, Vorliegen von Quittungskopien,
- Besondere Kennzeichnung von Sachspenden,
- Zulässigkeit der Rücklagenbildung,
- Aufzeichnung von Zugang und Zweckbindung für öffentliche Zuschüsse sowie evtl. Rückzahlungspflichten,
- Anlagenbuchhaltung (bei Anschaffungen über 410,- €),
- Vorsteuerabzug und evtl. Nutzung des verminderten USt-Steuersatzes bei Gemeinnützigkeit.

### Sparsamkeit
- Vermeidung von Mahngebühren, Negativzinsen, Säumniszuschlägen, Überziehungen usw.
- Nutzung von Skonti, zinsbringender Anlageformen, günstigen Angeboten usw.

### Sicherheitsvorschriften
- Verhinderung von unbefugtem Zugriff auf elektronische Daten,
- Verschluss von Bargeld, Wertgegenständen usw.,
- Verschluss von Unterlagen, Datenschutz
- Zeitnahe und manipulationssichere Verbuchung von Vorgängen,
- Erfüllung berufsgenossenschaftlicher Auflagen zur Sicherstellung der Unfallversicherung.

## Wirkung
Die in der Regel jährlichen Kassenprüfungen haben folgende Wirkungen:
- Unregelmäßigkeiten können entdeckt und direkt oder für die Zukunft korrigiert werden.
- Die Arbeitsmotivation für den Kassierer oder Buchhalter, sorgfältig zu arbeiten, kann gegebenenfalls gesteigert werden.
- Das Vertrauen der Mitglieder in den Kassierer wird gestärkt.  Drohende finanzielle Belastungen des Vereins in der Zukunft können erkannt und ggfls. abgestellt werden.

## Entlastung
Der Prüfungsbericht ist Entscheidungsgrundlage für die Mitgliederversammlung. Sie befindet, ob der Kassenwart und der gesamte Vorstand des Vereins (als geschäftsführendes Organ) entlastet werden sollen. Durch die Entlastung spricht die Mitgliederversammlung den entlasteten Personen das Vertrauen aus und verzichtet auf nachträgliche Schadensersatzforderungen. Die Entlasteten sind – auch nach erfolgter Entlastung – jedoch nicht vor Ansprüchen aus solchen Sachverhalten geschützt, die deshalb nicht entdeckt wurden, weil sie die Kassenprüfer etwa durch Vorlage falscher oder unvollständiger Unterlagen getäuscht haben oder über die schriftliche Unterlagen im Verein nicht vorliegen.

## Weblink
- Kassenprüfbericht. Bürgerinitiative Bahnemission-Elbtal e. V., abgerufen am 7. März 2018.